# Calyptranthes dryadica
Calyptranthes dryadica är en myrtenväxtart som beskrevs av Maria Lucia Kawasaki. Calyptranthes dryadica ingår i släktet Calyptranthes och familjen myrtenväxter. Inga underarter finns listade i Catalogue of Life.